# Alchemilla philonotis
Alchemilla philonotis é uma espécie de rosácea do gênero Alchemilla, pertencente à família Rosaceae.